# Les Chroniques de Sadwick : The Whispered World
Les Chroniques de Sadwick : The Whispered World est un jeu vidéo d'aventure en pointer-et-cliquer sur PC (Windows) développé par Daedalic Entertainment et sorti en août 2009 en Allemagne, en Autriche et en Suisse. Il est sorti dans le reste de l'Europe en 2010 en jeu vidéo et aux États-Unis  en avril de la même année.
Le jeu a pour suite Silence.

## Synopsis

### Synopsis deThe Whispered World
Dans un monde onirique et mélancolique, The Whispered World suit les aventures de Sadwick, un jeune clown triste qui vit avec sa famille dans une roulotte de cirque ambulante. Tourmenté par des cauchemars récurrents annonçant la fin du monde, il décide de partir en quête de réponses, accompagné de son fidèle compagnon Spot, une étrange chenille capable de se transformer en différentes formes.
Au fil de son voyage, Sadwick découvre un royaume en déclin, peuplé de créatures fantastiques et de personnages énigmatiques. Son périple le conduit à une prophétie qui semble le désigner comme l’instrument de la destruction du monde. Rongé par le doute et le désespoir, il doit surmonter de nombreux défis et résoudre des énigmes complexes pour comprendre son rôle dans ce destin tragique.

Mais la vérité qu’il découvrira bouleversera tout ce qu’il croyait savoir sur lui-même et sur la réalité qui l’entoure. The Whispered World est un conte mélancolique et introspectif, mêlant poésie et réflexion sur la perception du monde et de soi-même.

## Système de jeu

### Système de jeu deThe Whispered World
The Whispered World est un jeu d’aventure point & click développé par Daedalic Entertainment. Il s’inscrit dans la tradition des classiques du genre, comme Monkey Island ou Broken Sword, en mettant l’accent sur la narration, l’exploration et la résolution d’énigmes.

#### Principales mécaniques de jeu
1. Exploration et interactions
  - Le joueur contrôle Sadwick, naviguant à travers des écrans fixes peints à la main.
  - Il peut interagir avec des objets et des personnages en cliquant dessus pour examiner, ramasser ou utiliser des éléments du décor.
2. Énigmes et inventaire
  - Le jeu repose sur des puzzles logiques et des énigmes à base d’objets.
  - L’inventaire permet de combiner certains objets pour résoudre des situations spécifiques.
3. Compagnon transformable : Spot
  - Sadwick est accompagné de Spot, une chenille capable d’adopter différentes formes (gonflée, aplatie, enflammée, etc.).
  - Chaque transformation de Spot permet d’interagir différemment avec l’environnement et de résoudre des énigmes uniques.
4. Dialogues et narration
  - Les conversations avec les PNJ sont essentielles pour progresser et en apprendre plus sur l’histoire.
  - Plusieurs choix de dialogues influencent les interactions mais ne modifient pas fondamentalement l’histoire.
5. Direction artistique et ambiance
  - Graphismes en 2D dessinés à la main, donnant une esthétique de conte animé.
  - Ambiance sonore immersive avec une bande-son mélancolique et un doublage de qualité.

Le jeu offre une expérience poétique et introspective, mettant en avant une atmosphère mélancolique et un récit profond, tout en restant fidèle aux codes du point & click traditionnel.

## Accueil

### Accueil et réception deThe Whispered World
Sorti en 2009, The Whispered World a reçu un accueil globalement positif de la part des critiques et des joueurs, notamment pour sa direction artistique et son ambiance poétique. Cependant, certains aspects du jeu ont suscité des critiques mitigées.

#### Points positifs
- Direction artistique somptueuse : Les décors en 2D dessinés à la main et l’ambiance onirique ont été largement salués.
- Musique et ambiance sonore : La bande-son mélancolique et immersive renforce l’émotion et l’atmosphère du jeu.
- Narration et univers captivants : L’histoire, bien que triste et introspective, a touché de nombreux joueurs.
- Énigmes intelligentes : Le jeu propose des puzzles classiques du genre point & click, nécessitant réflexion et observation.

#### Critiques négatives
- Rythme lent : Certains joueurs ont trouvé le jeu trop contemplatif, avec des dialogues longs et un rythme parfois pesant.
- Protagoniste clivant : La voix et la personnalité de Sadwick, très plaintive et mélancolique, ont divisé le public.
- Gameplay parfois frustrant : Comme dans de nombreux jeux du genre, certaines énigmes souffrent de solutions peu intuitives.

Malgré ces critiques, The Whispered World est souvent considéré comme un jeu marquant dans le catalogue de Daedalic Entertainment, apprécié des amateurs de point & click pour son univers unique et son approche narrative profonde.
- Adventure Gamers : 4/5[2]
- Jeuxvideo.com : 15/20[3]